# (411) Xanthe
(411) Xanthe – planetoida z grupy pasa głównego asteroid okrążająca Słońce w ciągu 5 lat i 11 dni w średniej odległości 2,93 j.a. Została odkryta 7 stycznia 1896 roku w Observatoire de Nice w Nicei przez Auguste Charloisa. Nazwa planetoidy pochodzi od Ksante, jednej z Okeanid w mitologii greckiej. Przed jej nadaniem planetoida nosiła oznaczenie tymczasowe (411) 1896 CJ.